# استان ایچیلو
استان ایچیلو (انگلیسی: Ichilo Province) یکی از استان‌های بولیوی در بولیوی است که در شهرستان سانتا کروز (بولیوی) واقع شده‌است.